# 70s Show: A XXX Parody
70s Show: A XXX Parody ist eine Porno-Parodie aus dem Jahr 2009 über die Sitcom Die wilden Siebziger.

## Handlung
Hyde ist aufgeregt, noch Tickets für das Konzert von Led Zeppelin zu bekommen. Kelso und Fez verkleiden sich als Rockstars, um bei den Groupies zu punkten. Donna bekommt die Chance, hinter die Bühne zu gehen und macht sexuelle Erfahrungen. Dies ärgert und beunruhigt Eric. Kitty zwingt Red Mano-a-Mano mit Eric zu sprechen, merkt aber, dass das auch nicht viel hilft.

## Produktion und Veröffentlichung
Der Film wurde von New Sensations Video produziert und wird von der Firma zusammen mit Valentine Video auf DVD vermarktet. Erstmals wurde der Film am 21. September 2009 in den Vereinigten Staaten veröffentlicht. Regie führte Lee Roy Myers.

## Nominierungen
| Preis     | Kategorie           | Für           |
| --------- | ------------------- | ------------- |
| AVN Award | Beste Oralsex-Szene | Brooke Banner |